# Kalsaka
Pour les articles homonymes, voir Kalsaka (homonymie).
Kalsaka est une commune rurale et le chef-lieu du département de Kalsaka situé dans la province du Yatenga de la région Nord au Burkina Faso.

## Géographie
Kalsaka se trouve à à peu près 160 km au nord-ouest du centre de Ouagadougou, la capitale du pays, et à environ 35 km au sud de Séguénéga et de la route nationale 15.

## Économie

### Agriculture et secteur marchand
L'économie de la commune est historiquement basée sur l'agriculture et les échanges commerciaux de son marché qui constitue le principal centre marchand du département.

### Exploitation minière d'or
En 2006 a été ouverte la mine d'or de Kalsaka, située au nord du village – sur les terres agricoles dont la responsabilité foncière était attribuée au chef de terre de Touma qui en avait confié la culture en 1990, contre compensation financière, aux paysans de Kalsaka qui manquaient de terres –, exploitée à ciel ouvert jusqu'à sa fermeture en 2012 par la société Kalsaka Mining SA (une coentreprise dont le capital est à 78 % détenu par la société britannique Cluff Gold, à 12 % par Investissement Moto Agricole Réalisation Burkina, IMAR-B et à 10 % par l'État burkinabè),. Au total de 2006 à 2012, 18 tonnes d'or ont été extraites du site qui a constitué l'une des premières et des principales mines industrielles du pays.
Cependant, avec l'exploitation de la mine, les terres agricoles ont été fortement dégradées et polluées par le cyanure et l'arsenic, jusqu'à les rendre inutilisables tout comme l'eau des nappes souterraines environnantes,. De plus, le consortium exploitant est accusé de s'être toujours soustrait à l'impôt sur les bénéfices au moins à hauteur de 50 % des taxes qu'il aurait dû verser à l'État burkinabè et de ne pas avoir suffisamment cotisé au fonds de réhabilitation du site, laissé à l'abandon.

## Santé et éducation
Kalsaka accueille un centre de santé et de promotion sociale (CSPS) tandis que le centre médical avec antenne chirurgicale (CMA) de la province se trouve à Séguénéga.
Kalsaka possède des écoles primaires et un collège d'enseignement général (CEG).

## Culture et patrimoine
Le réalisateur Michel K. Zongo tourne son film documentaire Pas d'or pour Kalsaka (2019) traitant du « ravages du libéralisme prédateur » et des conséquences de l'exploitation minière sur les populations villageoises entourant la mine d'or.